# Велика східноазійська сфера співпроцвітання

Велика східноазійська сфера співпроцвітання (1942).

Вели́ка Східноазі́йська сфе́ра співпроцвіта́ння (яп. 【大東亜共栄圏】, だいとうあきょうえいけん дай-тōа кьōей-кен) — японська політична концепція нового порядку у «Великій Східній Азії» в 1940-х роках, під час Другої світової війни. Хоча офіційно вона передбачала визволення народів Східної, Південно-Східної і Південної Азії від західного колоніалізму, насамперед від панування Великої Британії й США, формування незалежних держав цих народів й створення на базі нових азійських держав політично-економічного союзу «співіпроцвітання», насправді була засобом примушення інших країн підпорядкуватися самопроголошеній вищості Японії. Чільну роль у такому союзі мала відігравати Японія. В історіографії країн, що належали до антияпонської коаліції, концепція «сфери співпроцвітання» оцінюється негативно і визначається як «імперіалістична», оскільки на практиці вона стала обґрунтуванням війни й окупацій та мала на меті забезпечити ресурси для Японії.
Планувалося створити «Блок азійських країн на чолі з японцями вільних від західних держав». Проект було оголошено у радіозверненні під назвою «Міжнародне становище і становище Японії» міністром закордонних справ Аріта Хачиро 29 червня 1940
An Investigation of Global Policy with the Yamato Race as Nucleus — секретний документ виданий в 1943 році для високопоставленого урядового використання — підкреслював високе становище Японії у великоазійській сфері взаємного процвітання, показуючи, що підпорядкування інших народів було частиною чіткої політики, а не вимушене війною. У документі прямо говориться про перевагу японців над іншими азійськими расами і надаються докази того, що сфера була за своєю суттю ієрархічна, в тому числі, що справжньою метою японської імперії було панування на азійському континенті.

## Історія

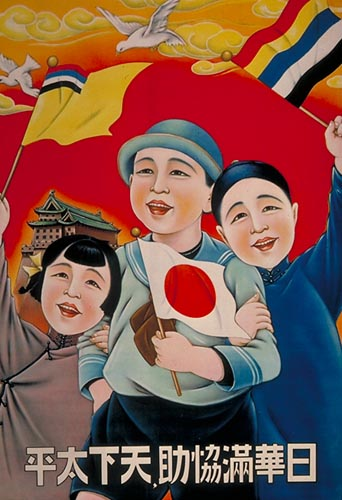
Маньчжурський плакат (1935): «Якщо Японія, Китай і Маньчжурія співпрацюватимуть, в Піднебесній буде мир!».

Концепцію єдиної Східної Азії, яку взяла на озброєння японська імператорська армія, була запропонована генералом Хатіро Аріта, армійським ідеологом, який служив міністром закордонних справ з 1936 по 1940 рік, проте фактично вона з'явилася ще раніше. Японські лідери довгий час цікавилися цією ідеєю, позаяк вона дозволяла розширювати вплив Японії і вести активну зовнішню політику. Так, японське вторгнення в Китай почалося вже 16 вересня 1931, 9 березня 1932 було утворено маріонеткову державу Маньчжоу-го. За заявою Есуке Мацуока: «Японія, Маньчжоу-Го і Китай будуть лише ядром блоку країн великої східноазійської сфери  спільного процвітання. Повна автаркія — ось мета блоку, який окрім Японії, Маньчжоу-Го та Китаю включить Індокитай, Голландську Ост-Індію та інші країни Південних морів. Для досягнення такої мети Японія повинна бути готова до подолання всіх перешкод, що стоять на її шляху — як матеріальних, так і духовних».
Японська армія оголосила, що нова японська імперія візьме за зразок азійський еквівалент доктрини Монро, зокрема уточнення Рузвельта. Регіони Азії, як стверджувалося, були необхідні Японії, як Латинська Америка для США
Інтереси забезпечення японської армії ресурсами, необхідними для продовження війни з Китаєм, спонукали до вторгнення у Французький Індокитай в липні 1940 року, що викликало з боку США, Великої Британії та Нідерландів ембарго на поставки нафти. Різке погіршення американо-японських відносин спричинило за собою атаку на Перл-Гарбор 7 грудня 1941 року.
У січні-лютому 1942 року Японія захоплює ряд островів Індонезії, що належали на той момент Нідерландам, 15 лютого 1942 займають Форпост Британської імперії в Азії — місто Сінгапур.
21 жовтня 1943 в Сінгапурі засновано так званий Тимчасовий уряд Вільної Індії (Азад Хінд), визнаний Японією, як уряд Індії у вигнанні. Цей уряд було визнано державами Осі і низкою їхніх сателітів (Хорватією, Філіппінами тощо). Вішістська Франція не визнала Азад Хінд.
Негайно після падіння Сінгапуру в 1942 році почалося формування так званої Індійської Національної Армії з числа військовополонених індусів — британських військовослужбовців.
Остаточний крах «Сфери співпроцвітання» стався з поразкою Японії у Другій світовій війні (званою в самій Японії «Великою Східноазійською війною») в 1945 році. Японці сильно недооцінили можливості збройних сил і військової промисловості своїх суперників — Сполучених Штатів, Британської Імперії і СРСР, до того ж, сама Японія відчувала сильний брак ресурсів (в першу чергу, нафти).
Також Японією розглядався детальний проект передбачуваного вторгнення до Північної Австралії (Пропоноване японське вторгнення в Австралію під час Другої світової війни). Все населення континенту становило на той момент 7 мільйонів чоловік, причому всі основні міста були розташовані на південному і південно-східному узбережжі; цей факт викликав появу в Австралії проекту «Лінії Брисбена», який передбачав відступ військ на південь, і захист Лінії Брисбен — Перт.
На віддалену перспективу планувалася Японська окупація всієї Австралії, Нової Зеландії, всіх островів Океанії, всієї Індії, Цейлону, Гаваїв, Аляски, західної Канади, північного заходу США, Центральної Америки, Мексики, Перу, Чилі із створенням відповідних генерал-губернаторств.

## Велика Східноазійська конференція

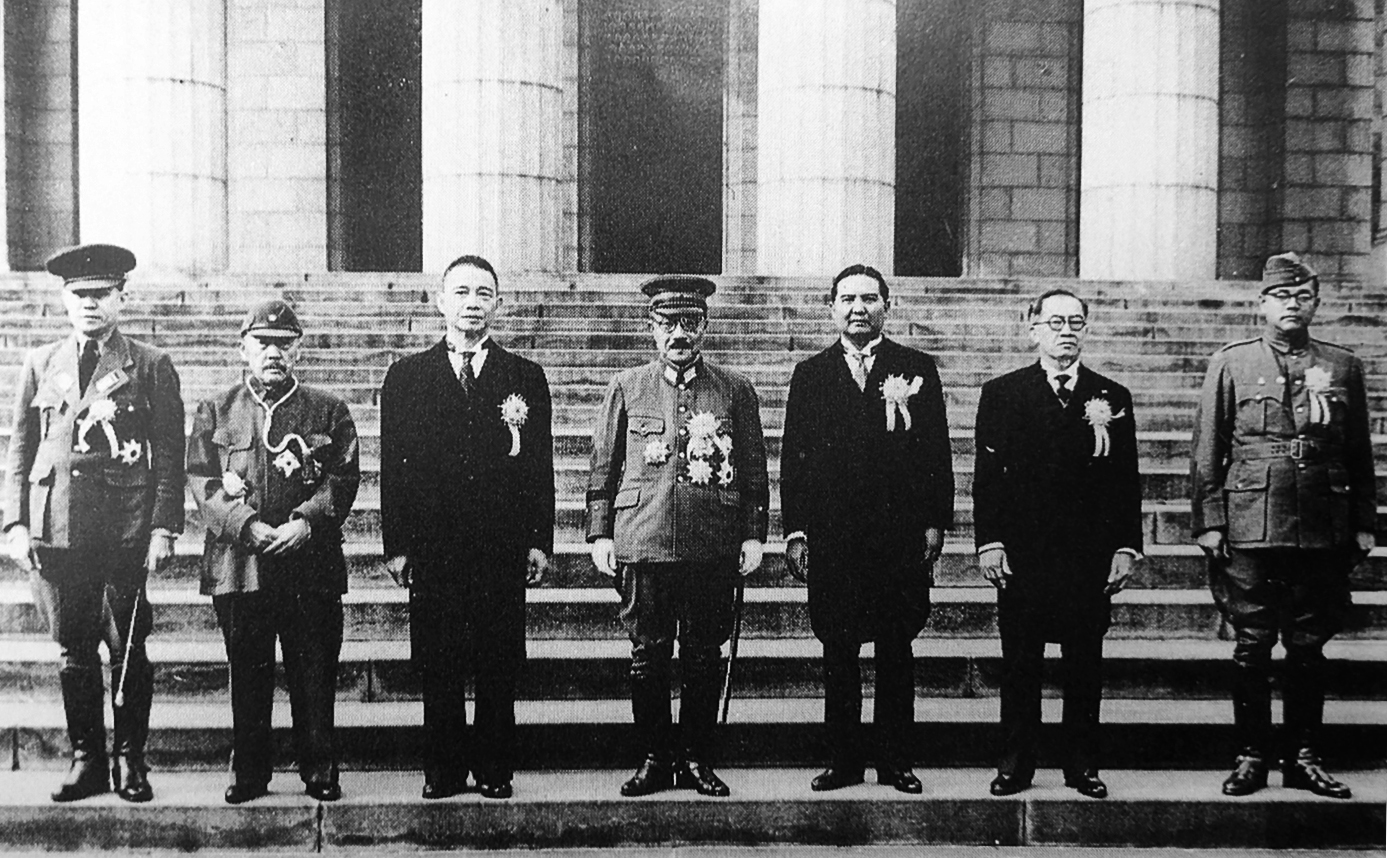
Учасники Великої Східноазійської конференції. Зліва направо: Ба Мо, Чжан Цзінхуей, Ван Цзінвей, Тодзьо Хідекі, Ван Вайтайакон, Хосе Лаурель, Субхас Чандра Бос.

Велика Східноазійська конференція яп. 大東亜会議 або яп. 大東亞會議) — саміт, що проходив у Токіо з 5 по 6 листопада 1943 року. У конференції взяли участь представники семи держав-членів Великої Східноазійської сфери спільного процвітання на чолі з Японською імперією.
Головним завданням конференції, організатором якої виступила Японія, було підкреслення ролі Японії як «визволителя» Азії від західного колоніалізму і лідера серед країн Східної Азії. Мова що використовувалася делегатами в ході конференції була англійська
Можновладці що взяли участь:
- Ба Мо, керманич Бірманської держави
- Чжан Цзінхуей, прем'єр-міністр Маньчжоу-го.
- Ван Цзінвей, Президент Національного уряду Китайської Республіки в Нанкіні
- Тодзьо Хідекі, прем'єр-міністр Японії
- Хосе Лаурель, президент Республіки Філіппін
- Субхас Чандра Бос голова Тимчасового уряду Вільної Індії (Азад Хінд)
- Принц Ван Вайтайакон посланник Королівства Таїланд

## Члени сфери
- Японія
- Маньчжурська держава 27 вересня 1940–
- Менцзян (Внутрішня Монголія) 27 вересня 1940–
- Національний уряд Китайської Республіки 29 березня 1941–
- Бірманська держава 1 серпня 1943–
- Республіка Філіппіни: 1943
- В'єтнамська імперія 11 березня — 23 серпня 1945
- Королівство Кампучія 9 березня 1945 – 15 квітня 1945
- Лаос 1944–1945
- Азад Хінд 1943–1945
- Королівство Таїланд 21 грудня 1941–